# Sophia Dallas
Sophia Chew Nicklin Dallas (née le 25 juin 1798, morte le 11 janvier 1869) était la femme du vice-président des États-Unis George Mifflin Dallas qui servit dans l'administration du président James K. Polk. Elle était fille d'un commerçant de Philadelphie, Philip Nicklin et de Julianna Chew. Elle épousa Dallas en 1816 et eut huit enfants. Sophia Dallas n'aimait pas Washington DC et resta la plupart du temps à Philadelphie durant le mandat de son mari, exception faite de quelques visites occasionnelles dans la capitale.